# Martin Dzingel
Martin Dzingel (* 1975) ist ein tschechischer Sprachwissenschaftler und ein Repräsentant der deutschsprachigen Minderheit in der Tschechischen Republik.

## Leben
Dzingel wuchs in Rýmařov  (Römerstadt) im Altvatergebirge in einer deutschsprachigen, sozialdemokratischen Familie auf. Schon während des Studiums der Sprachwissenschaften in Pardubice (Pardubitz) und Brno (Brünn) engagierte er sich für die deutsche Minderheit im Verband der Deutschen Nordmähren und Adlergebirge. 1998 wurde er in das Präsidium des Dachverbandes Landesversammlung der deutschen Vereine in der Tschechischen Republik gewählt, seit 2001 ist er deren verwaltender Geschäftsführer in Prag.
2010 wurde Dzingel zum Präsidenten der Landesversammlung gewählt und 2016 im Amt bestätigt. Dzingel sitzt im Aufsichtsrat der Grundschule der Deutsch-Tschechischen Verständigung und des Thomas-Mann-Gymnasiums in Prag, deren Träger die Landesversammlung ist. Er gehört zum Rat für nationale Minderheiten der tschechischen Regierung und ist im Beirat des Deutsch-Tschechischen Diskussionsforums. 